# James B. Harris
James B. Harris (New York, 3 agosto 1928) è uno sceneggiatore, produttore cinematografico e regista statunitense.
Il suo nome è legato prevalentemente alla collaborazione con Stanley Kubrick come produttore dei film Rapina a mano armata del 1956, Orizzonti di gloria del 1957 e Lolita del 1962. 

## Biografia
Harris entrò nell'industria cinematografica dopo aver frequentato la Juilliard School di New York. Debuttò alla regia con il thriller incentrato sui temi della guerra fredda del 1965 Stato d'allarme. Diresse anche James Woods in due film: Il dramma penitenziario Fast-Walking del 1982, con l'attrice Kay Lenz e il thriller Indagine ad alto rischio del 1988, basato su un romanzo di James Ellroy, che coprodusse con Woods. Il sito Turner Classic Movies descrive Harris come "...un veterano dell'industria di Hollywood che ha fatto il triplo lavoro di produttore, regista e sceneggiatore".

## Filmografia

### Regista, sceneggiatore e produttore
- Qualcuno lo chiama amore (Some Call It Loving) (1973)
- Fast-Walking (1982)
- Indagine ad alto rischio (Cop) (1988)
- Limite estremo (Boiling Point) (1993)

### Regista e produttore
- Stato d'allarme (The Bedford Incident) (1965)

### Produttore
- Rapina a mano armata (The Killing), regia di Stanley Kubrick (1956)
- Orizzonti di gloria (Paths of Glory), regia di Stanley Kubrick (1957)
- Lolita, regia di Stanley Kubrick (1962)
- Telefon, regia di Don Siegel (1977)